# Grigorij Jakovlevič Levenfiš
Grigorij Jakovlevič Levenfiš (talora anche Löwenfisch; in russo Григорий Яковлевич Левенфиш?; Piotrków Trybunalski, 9 marzo 1889 – Mosca, 9 febbraio 1961) è stato uno scacchista sovietico.

## Biografia
Nato a Piotrków Trybunalski, all'epoca Regno del Congresso sotto influenza zarista e attualmente in Polonia, studiò a Pietroburgo e ivi si laureò in ingegneria chimica.
Vinse il campionato di San Pietroburgo del 1909 e conquistò il titolo di Maestro nel torneo di Carlsbad 1911.
Vinse i campionati di Leningrado del 1922, 1924 e 1925. Realizzò ottimi piazzamenti nei primi campionati sovietici degli anni '20: 3º nel 1920, 2º nel 1923, 3º nel 1924, 2º nel 1925. Negli anni '30 fu 3º nell'8º campionato sovietico, svoltosi a Leningrado, dietro a Michail Botvinnik e Vladimir Alatorcev, poi nel 1934 vinse la nona edizione alla pari con Il'ja Rabinovič.
Nel 1935 fu 6º-7º nel grande torneo internazionale di Mosca (vinto da Botvinnik e Salo Flohr).
Nel 1937 vinse a Tbilisi il 10º campionato sovietico davanti a Aleksandr Konstantinopolskij e altri diciotto maestri.
Disputò in seguito un match di tredici partite con Botvinnik, che risultò pari. Nel 1940 vinse un match con Alatorcev (+ 5 - 2 = 7).
Nel 1950 fu tra i primi ventisette maestri che ricevettero dalla FIDE il titolo di Grande maestro.
Scrisse nel 1925 il libro Pervaja kniga schachmatista (il primo libro dello scacchista). Insieme con Vasilij Smyslov compilò una fondamentale opera sui finali di torre: Teorija ladejnych okoncjanij, edita in italiano dalla Mursia nel 1993 con il titolo di Teoria dei finali di torre.
Una variante della difesa siciliana (1. e4 c5 2. Cf3 d6 3. d4 cxd4 4. Cxd4 Cf6 5. Cc3 g6 6. f4) prende il suo nome.